# Mikkel Bjerg
Mikkel Bjerg (Copenaghen, 3 novembre 1998) è un ciclista su strada e pistard danese che corre per l'UAE Team Emirates XRG. Tre volte campione del mondo Under-23 a cronometro, è professionista dal 2018.

## Palmarès

### Strada
- 2016 (Juniores)

Campionati danesi, Prova a cronometro Junior
7ª tappa Tour de l'Abitibi (Sainte-Germaine-Boulé > Rouyn-Noranda)
Classifica generale Aubel-Thimister-La Gleize
- 2017 (Team Giant-Castelli, una vittoria)

Campionati del mondo, Prova a cronometro Under-23
- 2018 (Hagens Berman Axeon, due vittorie)

Dorpenomloop Rucphen
Campionati del mondo, Prova cronometro Under-23
- 2019 (Hagens Berman Axeon, quattro vittorie)

Classifica generale Triptyque des Monts et Châteaux
Hafjell TT (cronometro)
Chrono Champenois (cronometro)
Campionati del mondo, Prova a cronometro Under-23
- 2023 (UAE Team Emirates, una vittoria)

4ª tappa Giro del Delfinato (Cours > Belmont-de-la-Loire, cronometro)

#### Altri successi
- 2018 (Hagens Berman Axeon)

4ª tappa Tour de l'Avenir (Orléans > Orléans, cronosquadre)

### Pista
- 2017

Campionati danesi, Inseguimento a squadre (con Casper Pedersen, Rasmus Christian Quaade e Casper von Folsach)
- 2018

Campionati danesi, Chilometro a cronometro
Campionati danesi, Inseguimento individuale

## Piazzamenti

### Grandi Giri
- Giro d'Italia

2020: 97º
2024: 108º
- Tour de France

2021: 110º
2022: 123º
2023: 123º

### Classiche monumento
- Giro delle Fiandre

2021: ritirato
2023: 15º
2024: 4º
2025: ritirato
- Parigi-Roubaix

2021: 78º
2023: 40º
2024: 51º
2025: 50º

### Competizioni mondiali
- Campionati del mondo

Doha 2016 - Cronometro Junior: 2º
Doha 2016 - In linea Junior: ritirato
Bergen 2017 - Cronometro Under-23: vincitore
Bergen 2017 - In linea Under-23: 42º
Innsbruck 2018 - Cronometro Under-23: vincitore
Innsbruck 2018 - In linea Under-23: 36º
Yorkshire 2019 - Cronometro Under-23: vincitore
Yorkshire 2019 - In linea Under-23: 8º
Imola 2020 - Cronometro Elite: 17º
Fiandre 2021 - Cronometro Elite: 17º
Fiandre 2021 - Staffetta: 6º
Fiandre 2021 - In linea Elite: ritirato
Wollongong 2022 - Staffetta mista: 6º
Wollongong 2022 - Cronometro Elite: 14°
Wollongong 2022 - In linea Elite: 92°
Glasgow 2023 - In linea Elite: ritirato
Glasgow 2023 - Cronometro Elite: 9°
Zurigo 2024 - Staffetta mista: 5º
Zurigo 2024 - Cronometro Elite: 14°
- Giochi olimpici

Parigi 2024 - Cronometro: 10º
Parigi 2024 - In linea: 73º

### Competizioni europee
- Campionati europei su strada

Herning 2017 - Cronometro Under-23: 2º
Herning 2017 - In linea Under-23: 47º
Alkmaar 2019 - Cronometro Under-23: 2º
Alkmaar 2019 - In linea Under-23: 45º
Trento 2021 - Cronometro Elite: 21º
Monaco di Baviera 2022 - Cronometro Elite: 4º
Monaco di Baviera 2022 - In linea Elite: 104º
Drenthe 2023 - Cronometro Elite: 4º
Drenthe 2023 - In linea Elite: ritirato
Limburgo 2024 - Cronometro Elite: 11º
Limburgo 2024 - In linea Elite: ritirato